# Galeria Sfera
Galeria Sfera (potocznie Sfera) – centrum handlowo-rozrywkowe w Bielsku-Białej, zlokalizowane na Dolnym Przedmieściu, w bezpośrednim sąsiedztwie rzeki Białej, w rejonie ulic Mostowa, Wałowa i Michała Grażyńskiego (oficjalny adres to Mostowa 5).
Składa się z dwóch niezależnych budynków połączonych przewiązką nad ulicą Mostową – północnego określanego jako Sfera I, który powstał w latach 2000–2001, oraz południowego określanego jako Sfera II, który powstał w latach 2007–2009 (z pracami wykończeniowymi części niehandlowej trwającymi do 2011). Kompleks obejmuje 64 tys. m² powierzchni handlowej, 7,6 tys. m² powierzchni rozrywkowej (w tym siedmiosalowy multipleks kinowy Helios w Sferze I), 5,1 tys. m² powierzchni hotelowej (czterogwiazdkowy Qubus Hotel ze 122 pokojami w Sferze II), 4,2 tys. m² powierzchni biurowej, a także 3,5 tys. m² powierzchni mieszkalnej (101 mieszkań na trzech najwyższych kodygnacjach Sfery II).

## Historia
Galeria Sfera powstała w miejscu wyburzonych zabudowań przemysłowych. Sfera I zajmuje tereny założonej w 1863 przędzalni lnu Alberta Neumanna, później przekształconej przez Karla Benjamina Schneidera w przędzalnię juty, którą w 1903 przejąła wiedeńska spółka Union A.G. für Jute-Industrie. W okresie PRL fabryka wchodziła w skład Zakładów Przemysłu Lniarskiego „Lenko”. Jej zabudowania – ulegające w czasie licznym przekształceniom – wyburzono w 2000. Następnie rozpoczęła się budowa centrum handlowego, którego pierwotnie proponowaną nazwą było Centrum Mostowa.
Autorami projektu architektonicznego byli Ireneusz Hendel (główny projektant), Jan Lelątko i Piotr Pawłowski. W bryłę wkomponowano nawiązania industrialne – fragment elewacji od strony ulicy Grażyńskiego odwzorowuje wygląd dawnej kotłowni z 1913 projektu Andreasa Walczoka, a wewnątrz pasażu handlowego umieszczono żeliwne kolumny. Otwarcie Sfery I miało miejsce 6 grudnia 2001. Nie obyło się przy tym bez kontrowersji, ponieważ w dniu otwarcia obiekt nie był jeszcze wykończony i uruchomienie działalności zostało określone przez władze miejskie za nielegalne.

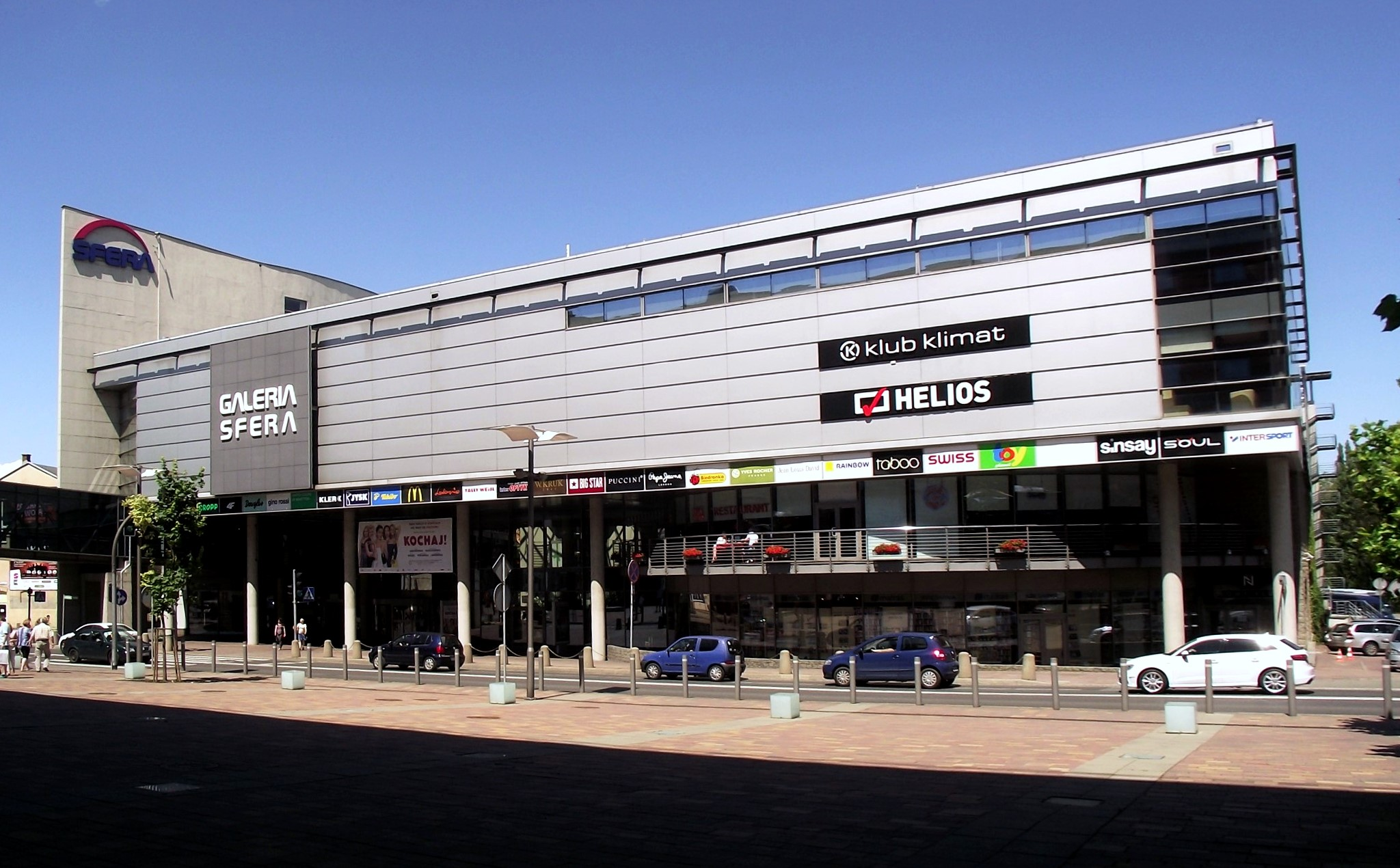
Elewacja Sfery I od strony ulicy Mostowej
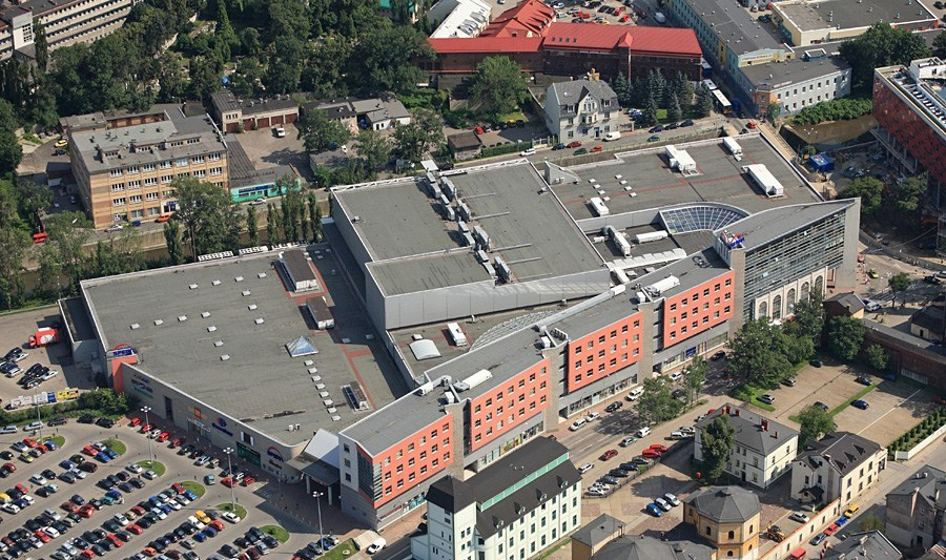
Sfera I z lotu ptaka
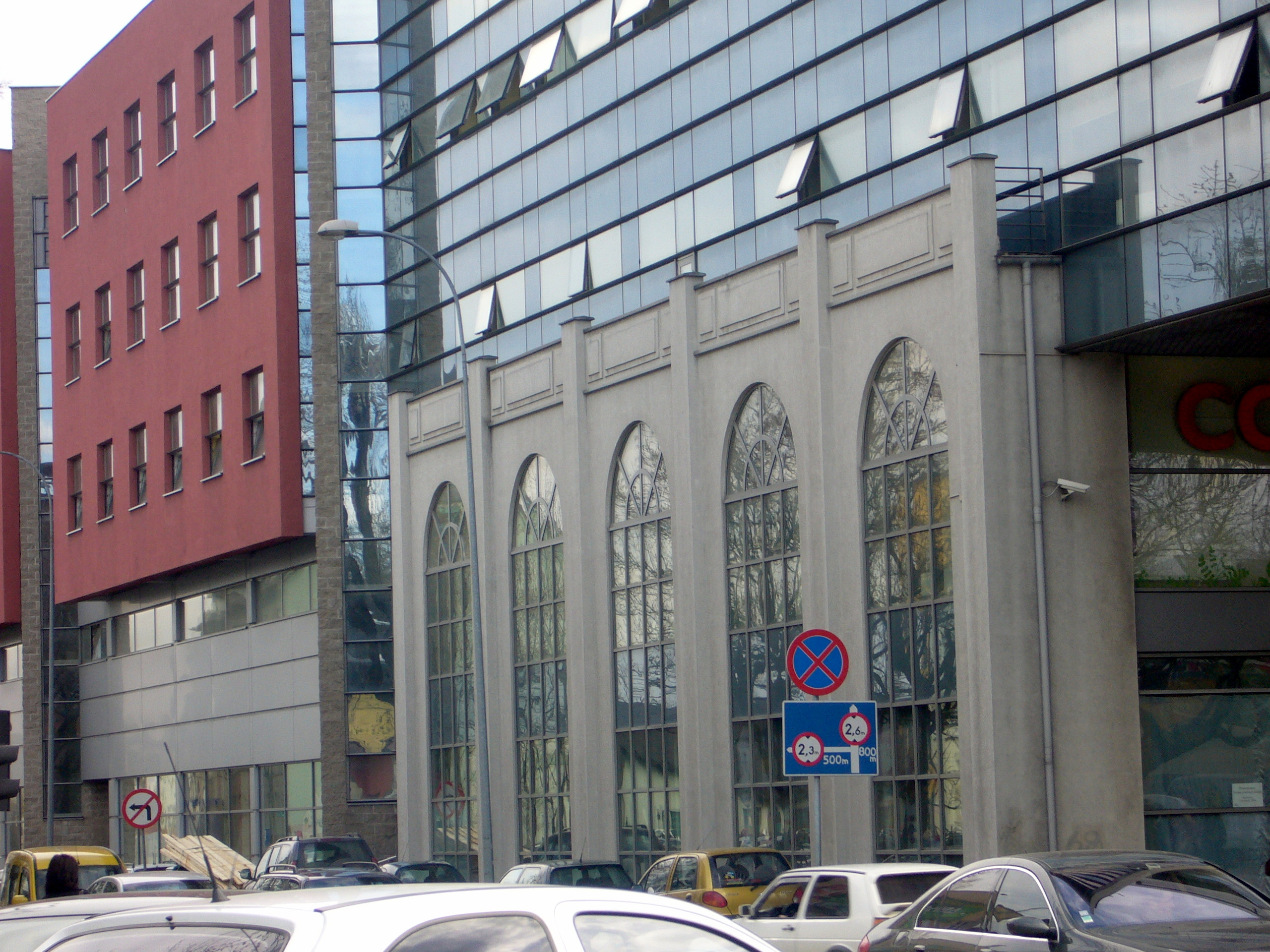
Fragment elewacji odwzorowujący wygląd dawnej kotłowni
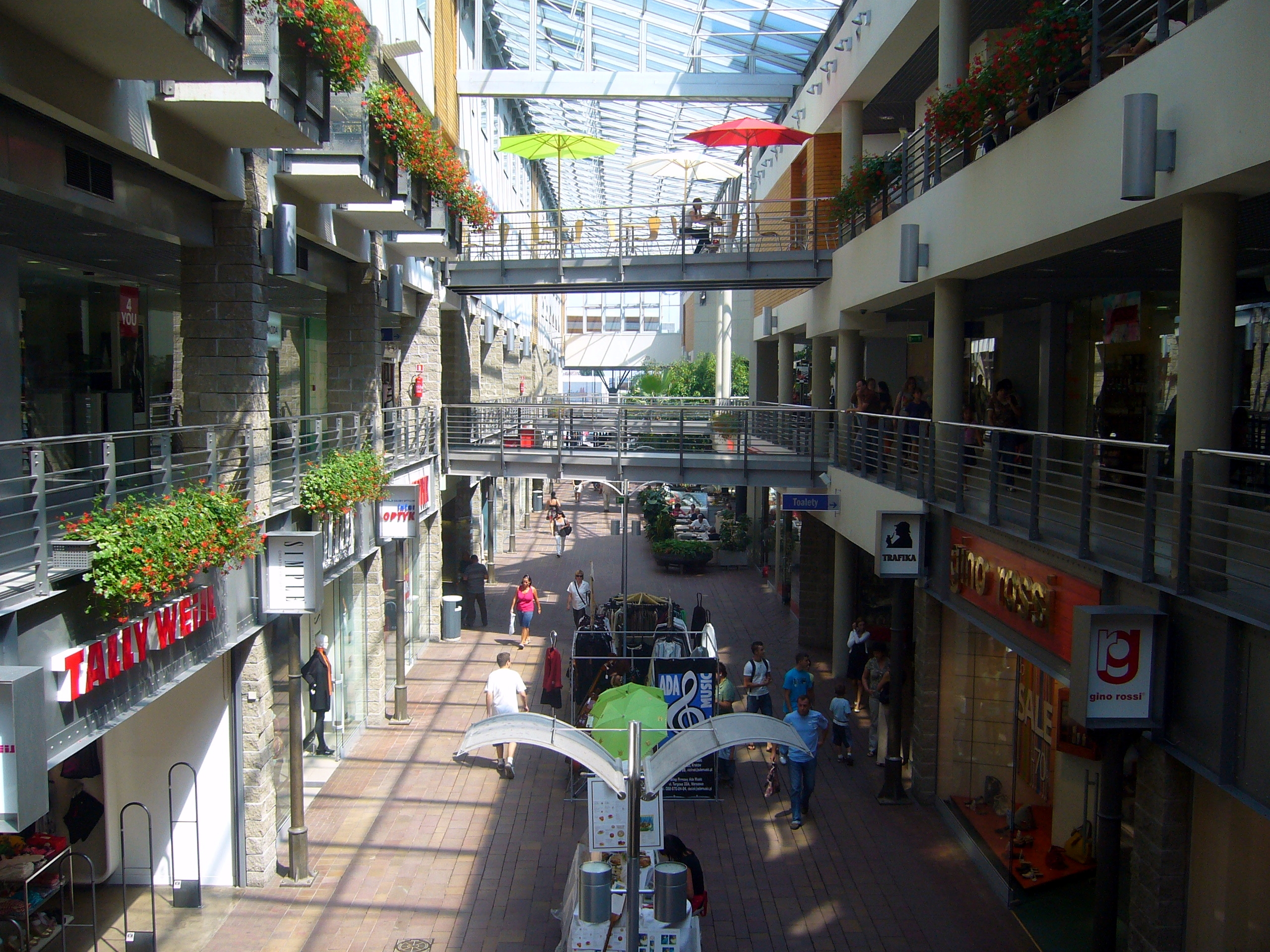
Wnętrze Sfery I

Na terenie zajmowanym przez Sferę II znajdowało się w XIX wieku kilka różnych fabryk włókienniczych – farbiarnia i apretura Gustava Molendy (na bazie założonej w 1835 farbiarni Eduarda Scholza), fabryka sukna Landesmann & Kornhaber (na bazie istniejącego od lat 40. XIX wieku zakładu wykończania tkanin Samuela Brülla) i fabryka sukna Karla Riesenfelda używająca marki KA-RI-BI (na bazie powstałej w 1864 fabryki Adolf Popper Söhne & Latzko, później Leopold Popper & Co.). W okresie PRL wszystkie te zabudowania należały do Zakładów Przemysłu Włókienniczego im. Pawła Findera, znanych też pod nazwą handlową FINEX. Ponadto w części północnej, bezpośrednio przylegającej do ulicy Mostowej, znajdowały się magazyny firmy spedycyjnej Adolf Brüll & Söhne, a później stacja benzynowa i zieleniec. Rozbiórka obiektów nastąpiła w 2006.

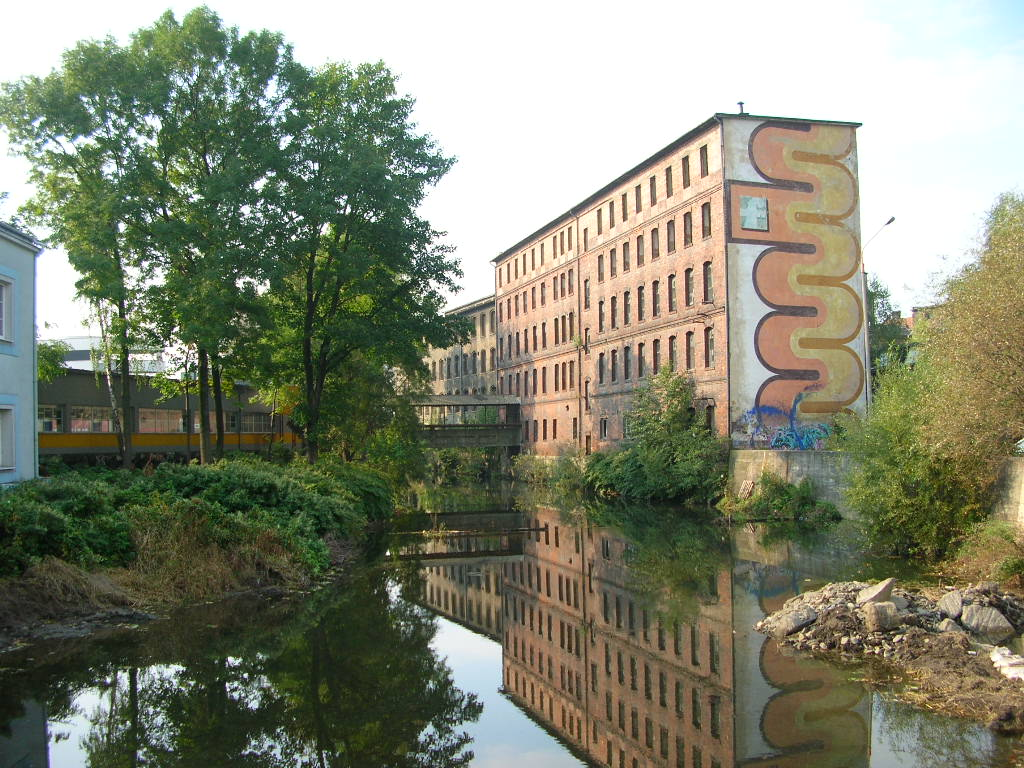
Dawna fabryka Karla Riesenfelda przed wyburzeniem
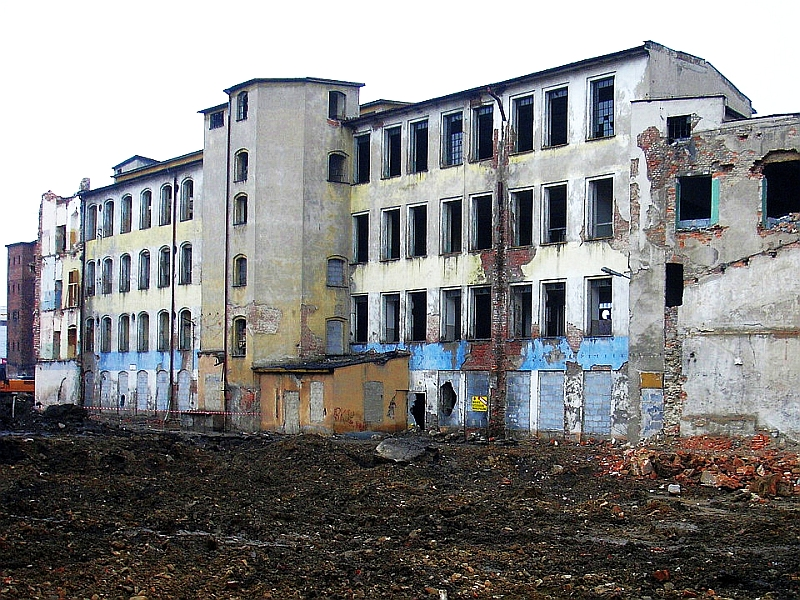
Dawna fabryka Landesmann & Kornhaber w trakcie prac rozbiórkowych
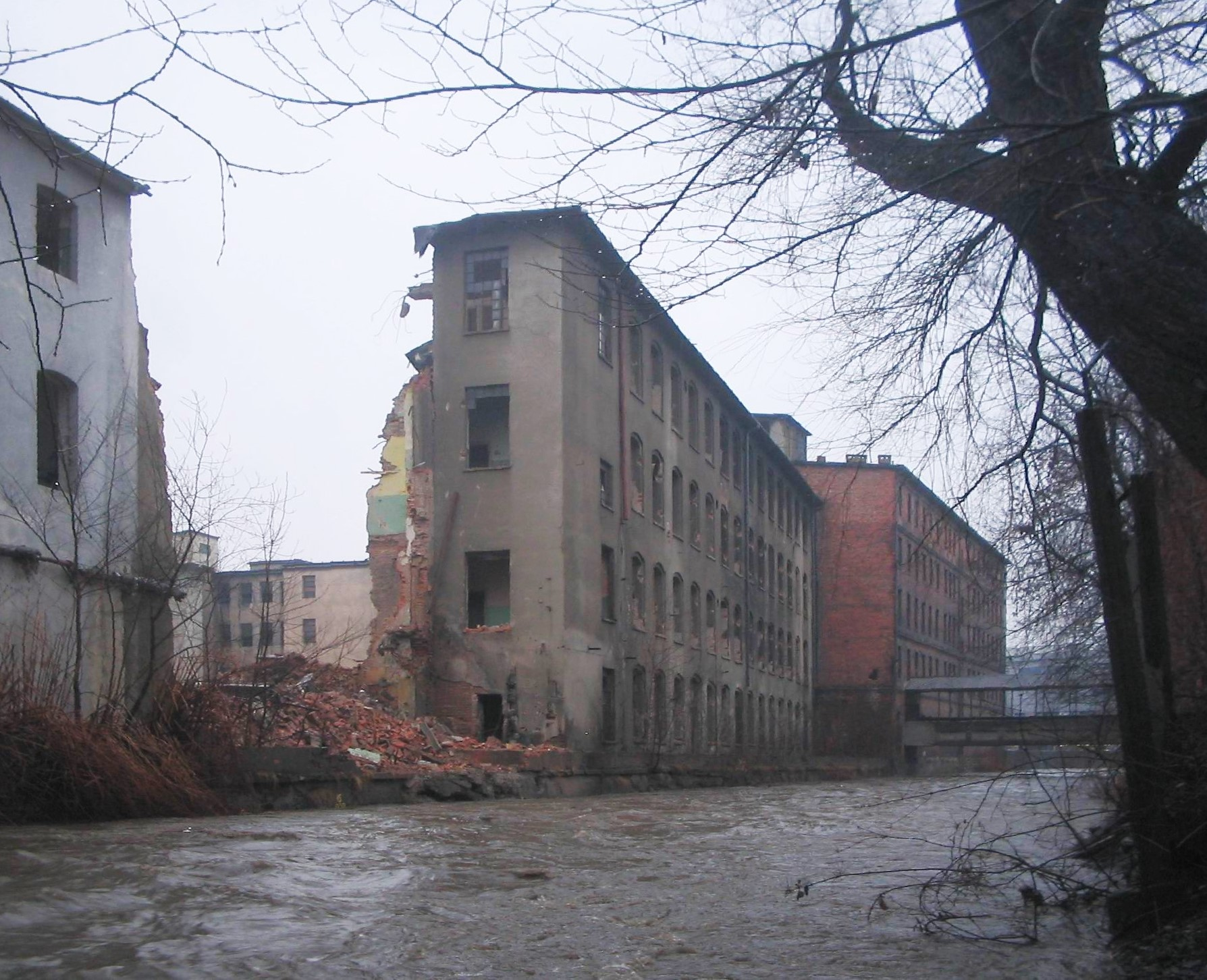
Wyburzanie dawnej fabryki Landesmann & Kornhaber
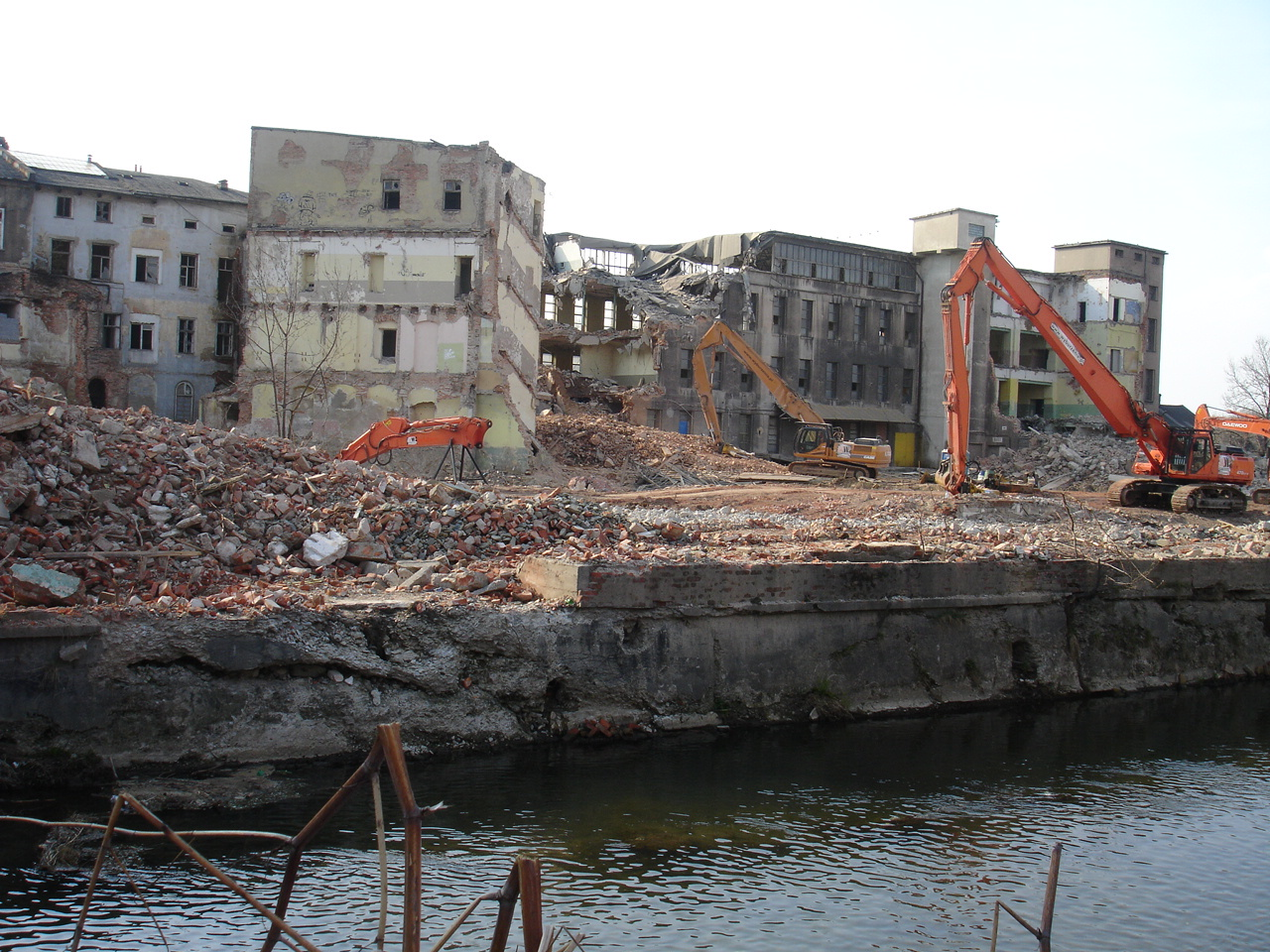
Wyburzanie dawnej fabryki Karla Riesenfelda

Budowę drugiej części kompleksu poprzedzały liczne kontrowersje. Inwestycja została zaskarżona przez wspólnotę kupców z sąsiadującego domu handlowego Wokulski, którzy do tej pory korzystali z drogi dojazdowej przez teren zakładów włókienniczych, odciętej po ich wyburzeniu. W październiku 2006 Samorządowe Kolegium Odwoławcze unieważniło warunki zabudowy dla Sfery II i przekazało sprawę do ponownego rozpatrzenia. Prace opóźnił też śmiertelny wypadek, do którego doszło w trakcie prowadzenia prac rozbiórkowych w czerwcu 2006. Ponadto w grudniu 2006 wszczęte zostało śledztwo w sprawie „karalnej niegospodarności” przy sprzedaży nieruchomości obejmujących dawną fabrykę. Padło oskarżenie o rozstrzygnięcie przetargu wbrew zapisanym w jego warunkach zasadom – wygrała spółka proponująca niższą cenę i zakładająca wyburzenie zabudowań poprzemysłowych mimo objęcia ich ochroną konserwatorską. Ostatecznie budowa ruszyła dopiero pod koniec 2007.

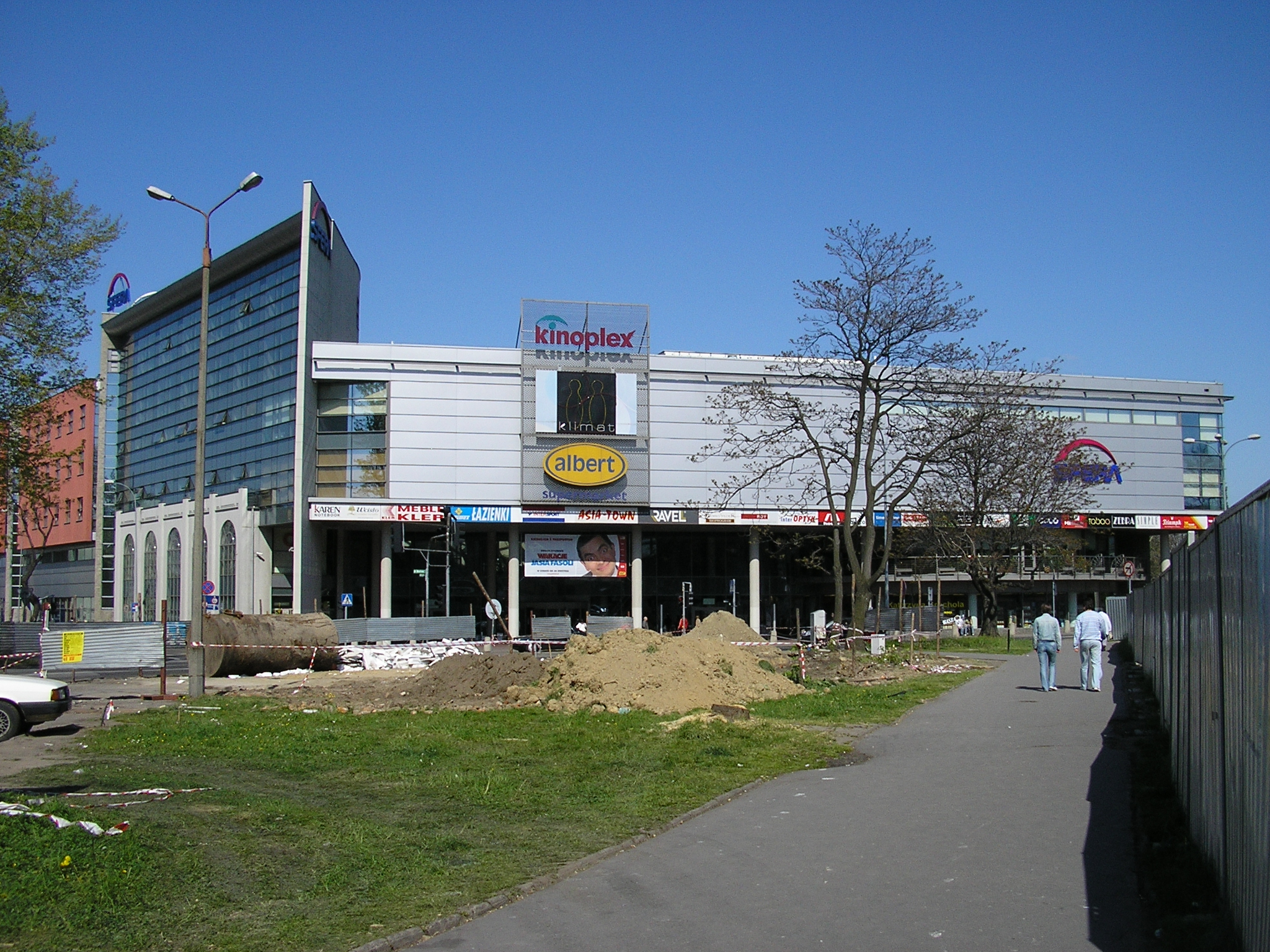
Sfera I i miejsce po rozebranej stacji benzynowej – kwiecień 2007
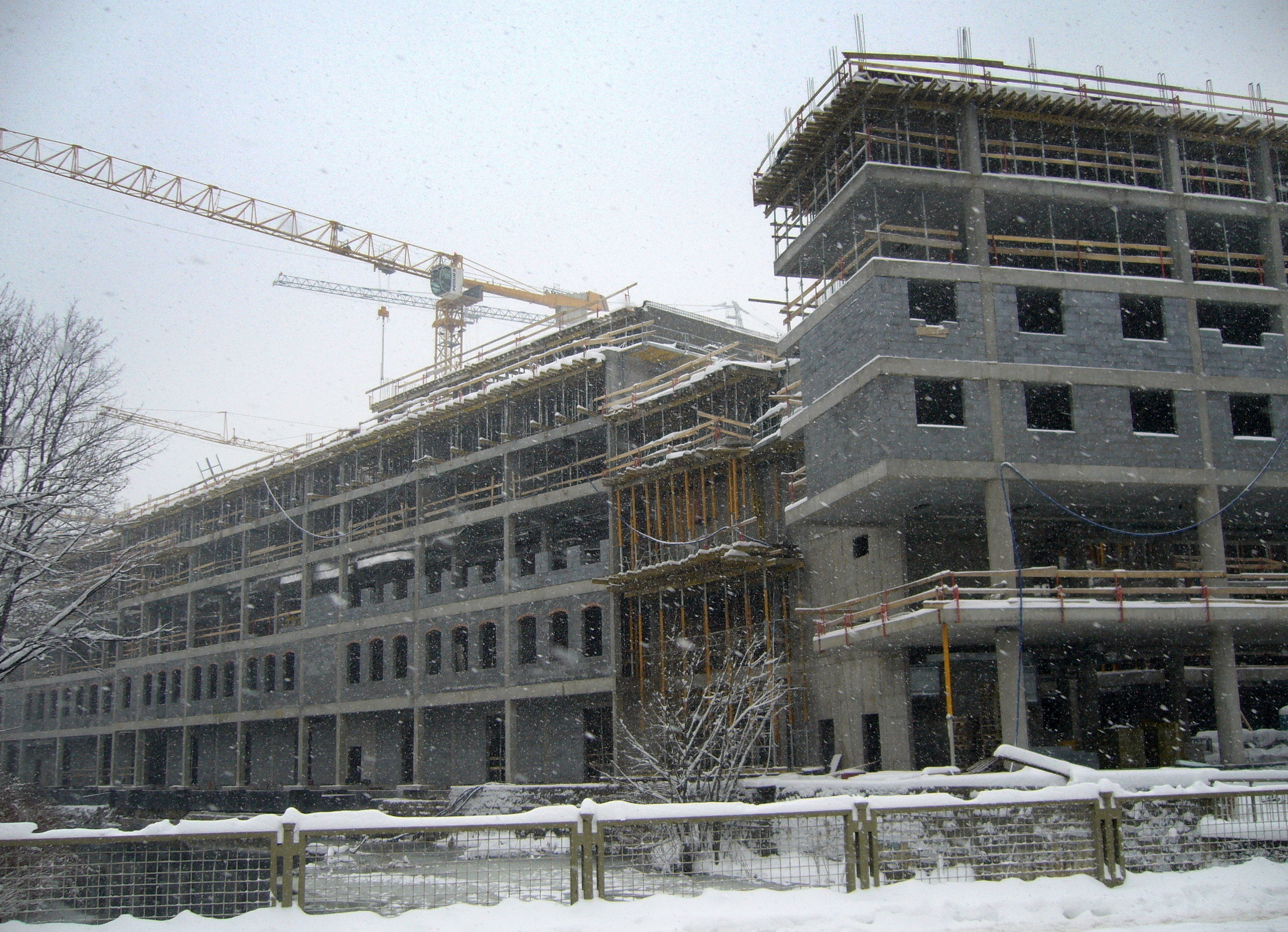
Budowa Sfery II – luty 2009
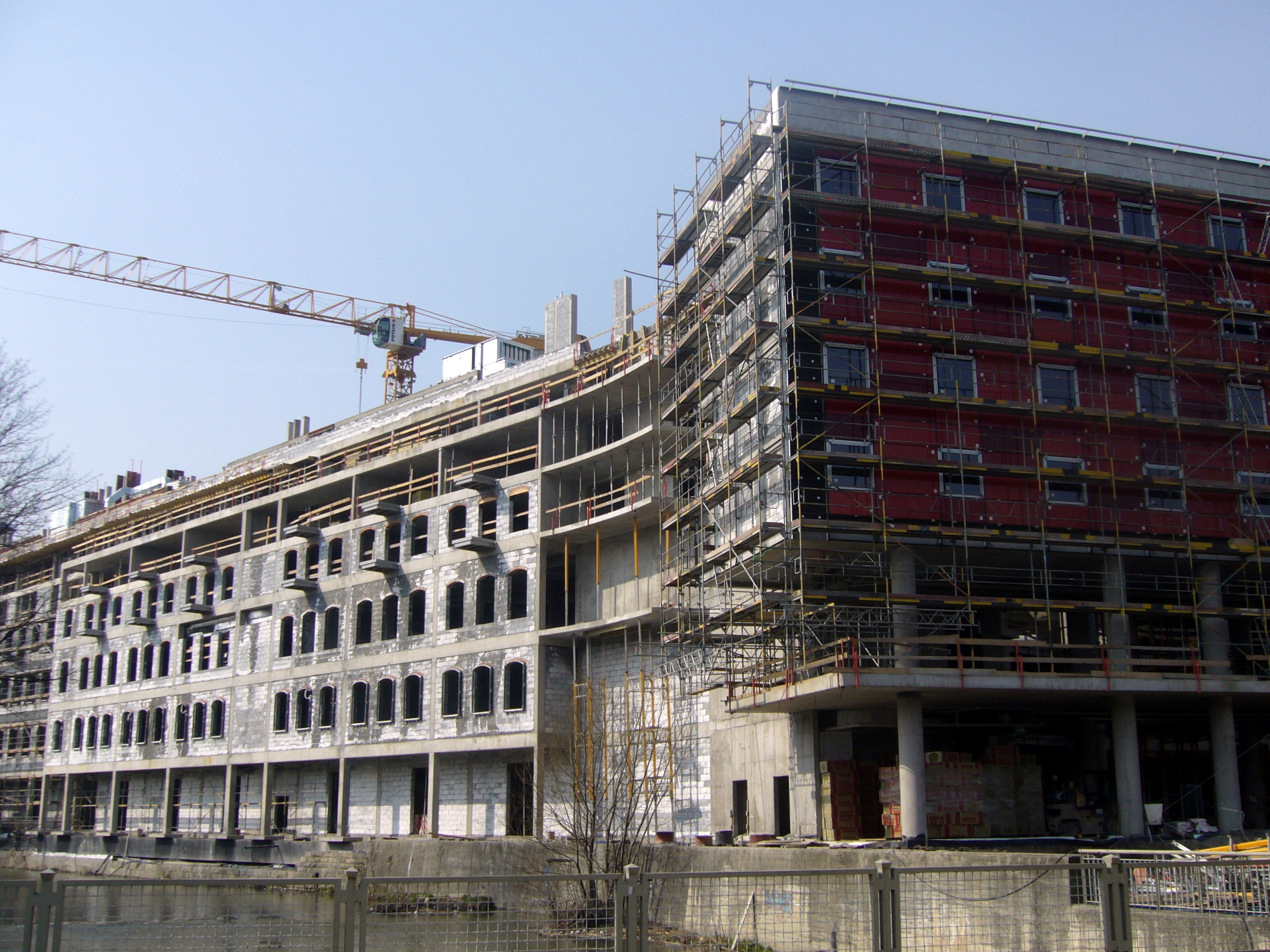
Budowa Sfery II – kwiecień 2009
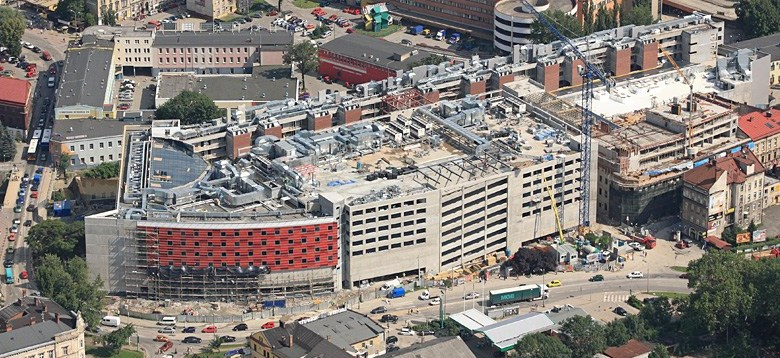
Budowa Sfery II z lotu ptaka – lipiec 2009

Autorami projektu był ten sam zespół architektów co w przypadku Sfery I i podobnie jak tam wykorzystano nawiązania do wyglądu dawnych fabryk włókienniczych – elewację od strony rzeki Białej z półkolistymi oknami oraz wewnętrzne ściany pasażu obłożono cegłą klinkierową, wykorzystano również w środku żeliwne kolumny zdemontowane z hal fabrycznych. W obiekt wkomponowano fasady dwóch neorenesansowych kamienic u wylotu ulicy Cyniarskiej. Przebudowano też układ komunikacyjny w okolicy – powstały dwa nowe ronda w ciągu ulicy Wałowej. Otwarcia drugiej części centrum handlowo-rozrywkowego dokonano 27 października 2009. Miała ona 102 092 m² powierzchni użytkowej (w porównaniu z 38 482 m² powierzchni użytkowej Sfery I). Do 2011 trwały prace nad otwarciem części hotelowej (Qubus Hotel) oraz mieszkalnej (101 mieszkań na trzech najwyższych kondygnacjach). 19 maja 2011 na placu przed głównym wejściem do Sfery II odsłonięto pomnik Bolka i Lolka. Plac ten wykorzystywany też jest jako plener kulturalny – w lipcu i sierpniu odbywają się na nim co roku od 2010  koncerty w ramach tzw. Letniej Sceny Sfery.

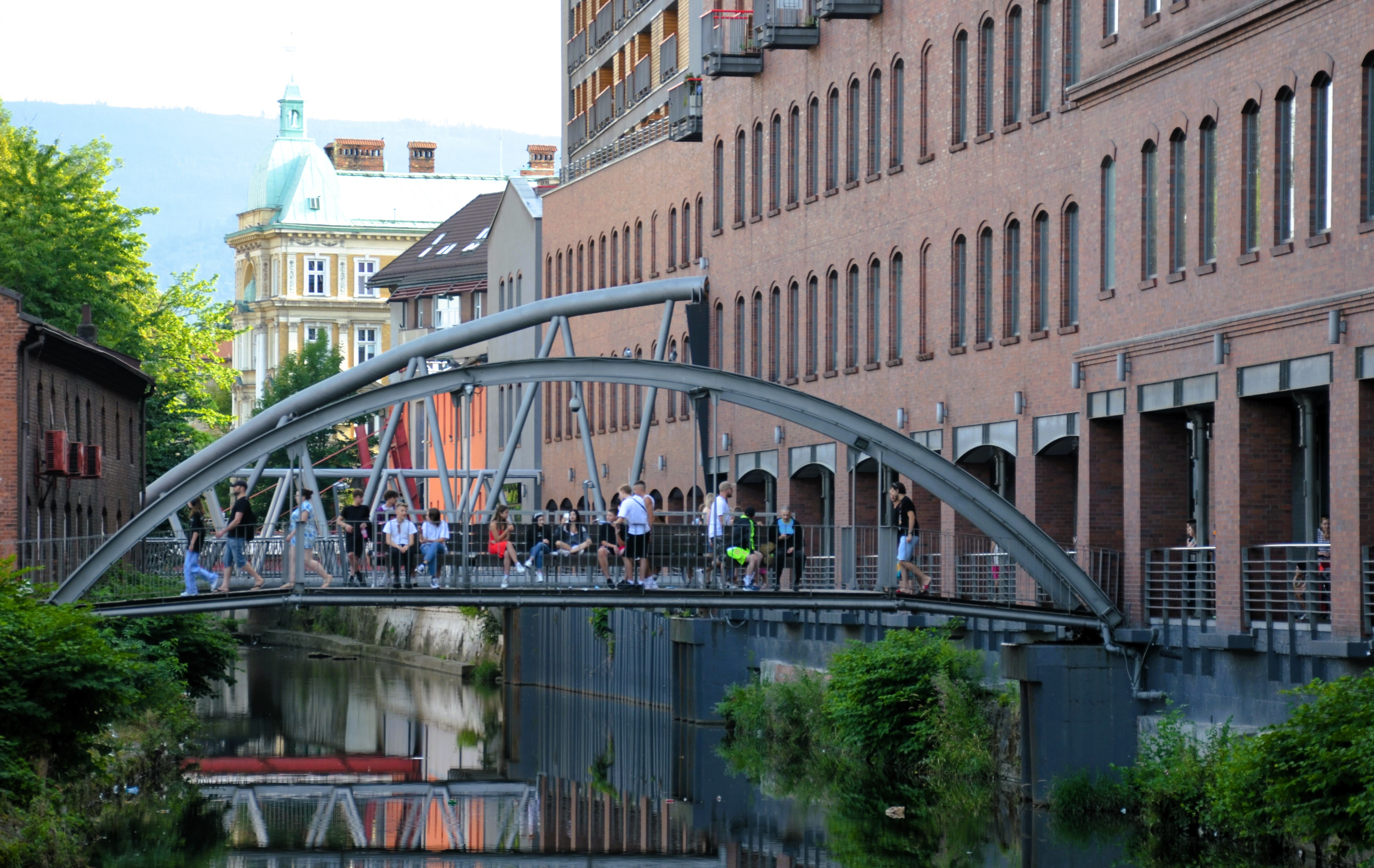
Elewacja Sfery II od strony rzeki Białej
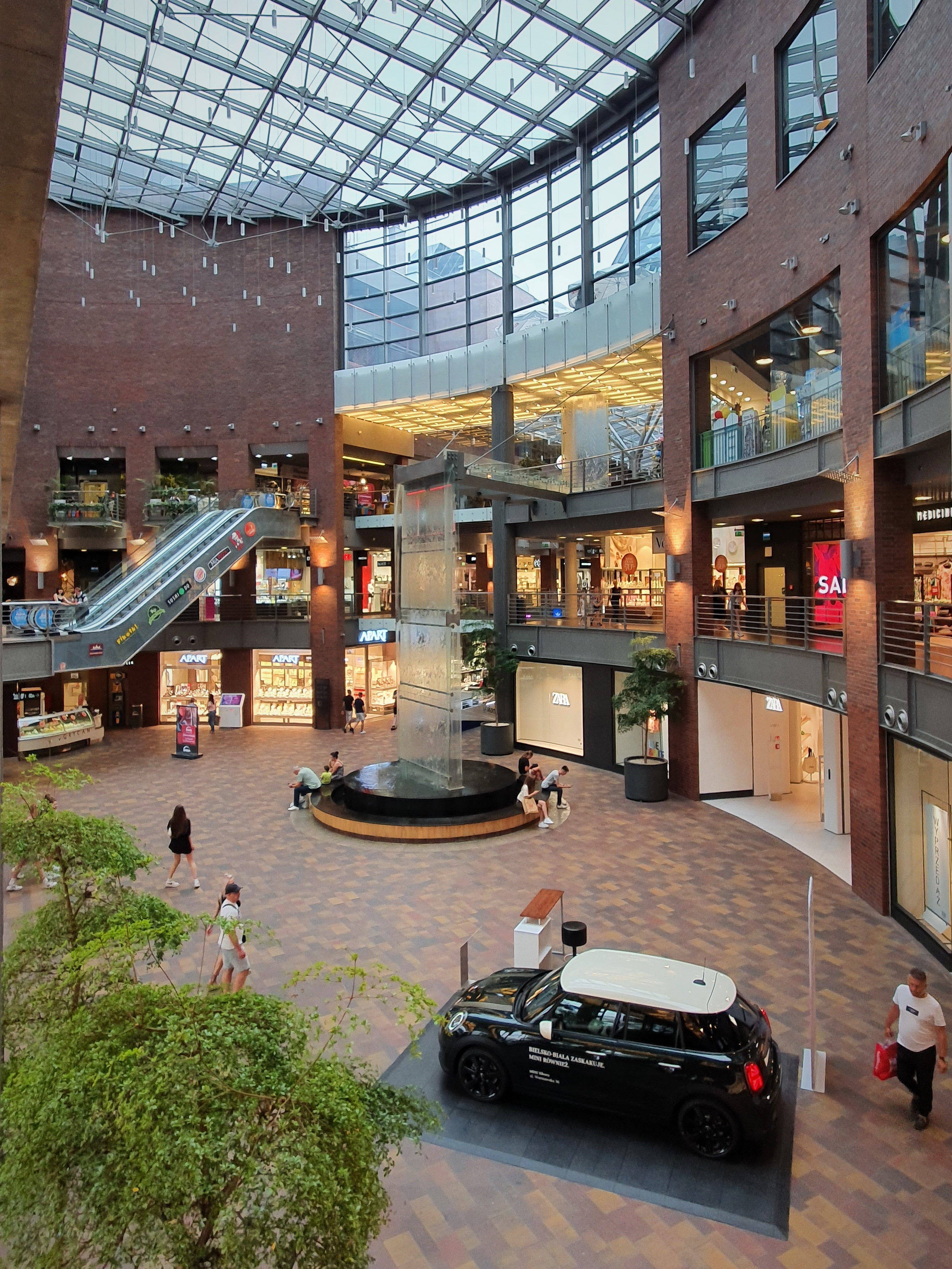
Wnętrze Sfery II
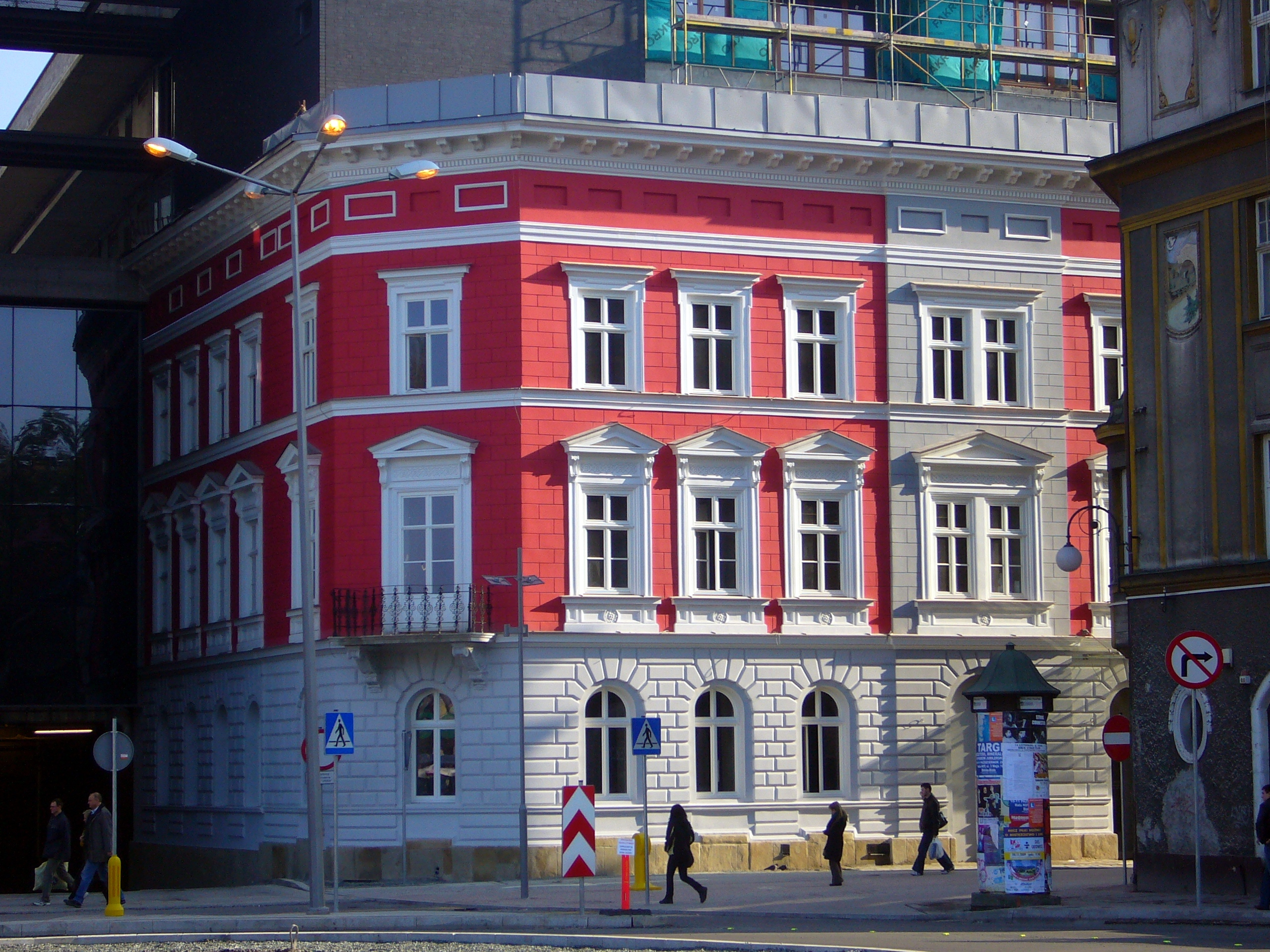
Wkomponowana fasada kamienicy przy ulicy Cyniarskiej 24
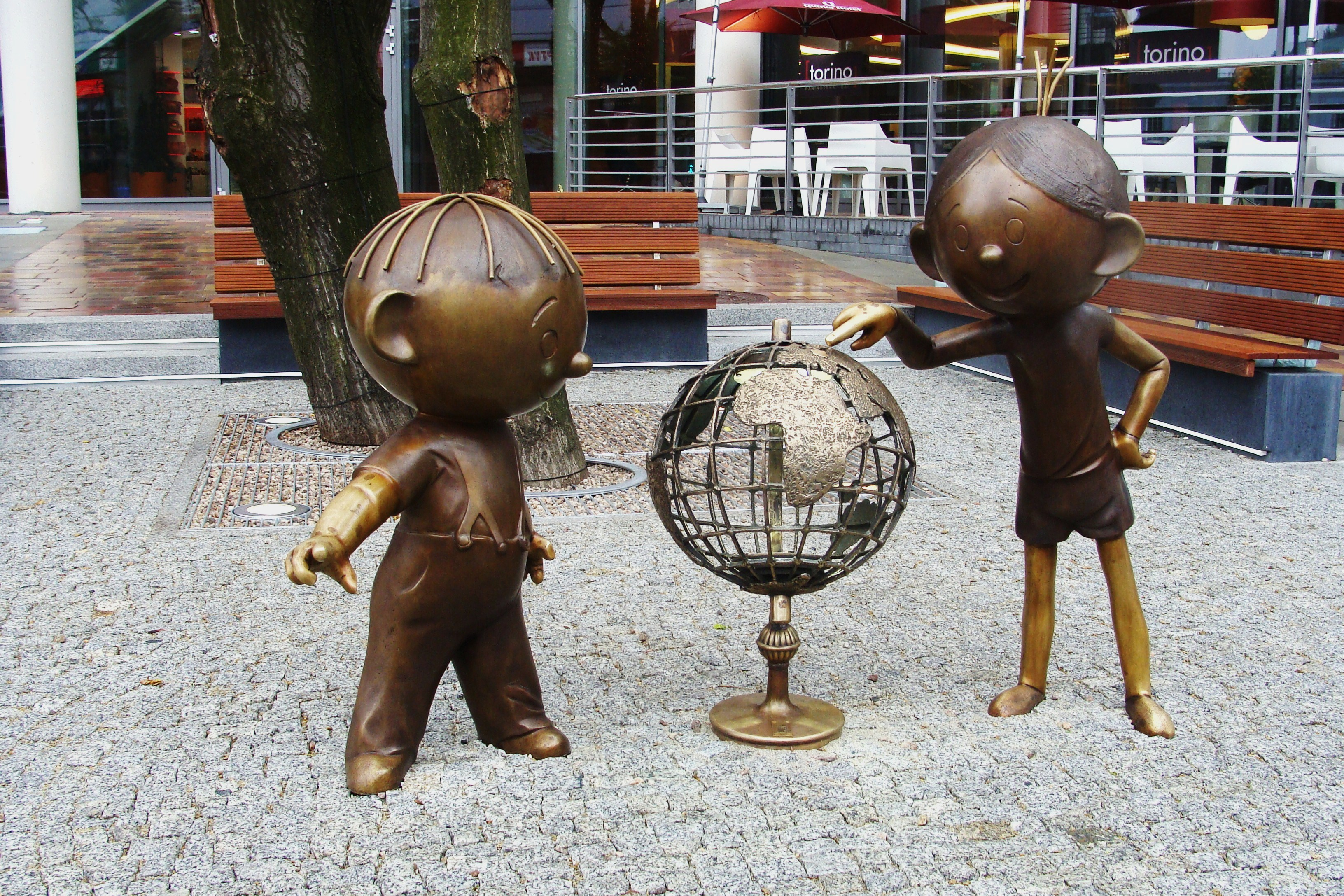
Pomnik Bolka i Lolka

Inwestorem i pierwszym właścicielem Galerii Sfera była spółka Bielsko Business Center sp. z o.o. W 2015 centrum handlowo-rozrywkowe zostało sprzedane CBRE Global Investors, jednemu z podmiotów wchodzących w skład CBRE Group.
Galerii Sfera – stanowiącej największy obiekt handlowy w mieście i regionie – wielokrotnie przypisywano negatywny wpływ na funkcjononowanie bielsko-bialskiego śródmieścia, w szczególności niedalekiej ulicy 11 Listopada, gdzie zlikwidowano wiele lokali handlowych i usługowych.